# Jessica Hausner

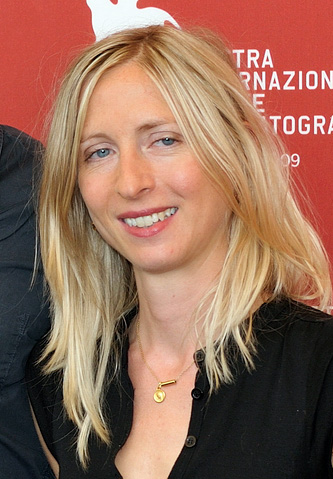
Jessica Hausner in Venedig (2009)

Jessica Hausner (* 6. Oktober 1972 in Wien) ist eine österreichische Filmregisseurin und Drehbuchautorin.

## Leben
Jessica Hausner ist die Tochter des Wiener Malers Rudolf Hausner, Schwester der Kostümbildnerin Tanja Hausner und Halbschwester der Bühnenbildnerin und Malerin Xenia Hausner. Hausner studierte an der Filmakademie Wien. Internationale Beachtung bekam sie 2001 mit Lovely Rita, dem Porträt eines jungen Mädchens, das sich von familiären Zwängen eingeengt fühlt. Bei Hotel bezog sie sich 2004 auf das Genre des Psychothrillers. 2006 schuf sie den Trailer für das Grazer Filmfestival Diagonale.
Gemeinsam mit Barbara Albert, Antonin Svoboda und Martin Gschlacht gründete sie 1999 die Wiener Filmproduktionsfirma coop99.
2009 erhielt sie für ihren Film Lourdes eine Einladung in den Wettbewerb der 66. Filmfestspiele von Venedig und wurde mit dem FIPRESCI-Preis ausgezeichnet. Auf der 47. Viennale erhielt sie für Lourdes den Wiener Filmpreis für den besten Spielfilm.
2014 wurde ihr Spielfilm Amour Fou bei den Filmfestspielen von Cannes in der Reihe Un Certain Regard präsentiert und zum Eröffnungsfilm der Viennale gewählt.
Im Juni 2017 wurde bekanntgegeben, dass Jessica Hausner zum Mitglied der Oscar-Akademie ernannt wurde.
Mit ihrem Film Little Joe – Glück ist ein Geschäft wurde sie 2019 zu den 72. Internationalen Filmfestspielen von Cannes in den Wettbewerb um die Goldene Palme eingeladen.
Mit dem 1. Dezember 2020 wurde sie Professorin für Regie an der Filmakademie Wien der Universität für Musik und darstellende Kunst Wien. 2021 wurde sie in die Jury der 74. Filmfestspiele von Cannes berufen.
Im Jahr 2023 erhielt sie für ihren zweiten englischsprachigen Spielfilm Club Zero mit Mia Wasikowska in der Hauptrolle erneut eine Einladung in den Wettbewerb von Cannes. 2024 wurde sie zur Jurypräsidentin des Locarno Film Festivals gekürt.
Jessica Hausner ist mit dem Musiker Markus Binder liiert, hat ein Kind und lebt in Wien.

## Filmografie
- 1992: Anne (Regie)
- 1992: Herr Mares (Regie)
- 1992: Ruths Geburtstag (Regie)
- 1993: Ich möchte sein manchmal ein Schmetterling (Regie)
- 1997: Flora (Regie)
- 1998: Inter-View (Regie/Buch)
- 2001: Lovely Rita (Regie/Buch)
- 2004: Hotel (Regie/Buch)
- 2006: Rufus
- 2006: Toast
- 2009: Lourdes
- 2014: Amour Fou (Regie/Buch)
- 2015: Oida
- 2019: Little Joe – Glück ist ein Geschäft (Regie/Buch)
- 2023: Club Zero (Regie/Buch)

## Auszeichnungen
- 2010: Österreichischer Kunstpreis für Film[12]
- für Inter-view
  - Prix Spécial du Jury (Internationale Filmfestspiele von Cannes, Cinéfondation), 1999
  - Drehbuchpreis „Goldener Bobby“ (Wien, FAK)
- für Lovely Rita
  - Europäischer Filmpreis – Nominierung 2001 European Discovery of the Year
  - Viennale 2001 – Wiener Filmpreis (geteilt mit Martina Kudláček)[13]
  - Filmfestival Max Ophüls Preis 2002 Max-Ophüls-Preis-Nominierung
- für Hotel
  - Großer Diagonalepreis 2005
  - Thomas-Pluch-Drehbuchpreis 2005
  - Leeds International Film Festival –ty Grand Prize of European Fantasy Film in Silver 2005
  - Filmfestival Max Ophüls Preis 2005 Max-Ophüls-Preis-Nominierung
- für Lourdes
  - Biennale Venezia 2009 – FIPRESCI-Preis der Internationalen Filmkritik, Signis-Preis, Brian-Preis, Vatikanpreis
  - Viennale 2009 – Wiener Filmpreis für den besten Spielfilm
  - Österreichischer Filmpreis 2011 – Nominierungen in den Kategorien Regie und Drehbuch
  - Europäischer Filmpreis – Beste Schauspielerin Sylvie Testud
  - Thomas-Pluch-Drehbuchpreis 2010
- für Amour Fou
  - Österreichischer Filmpreis 2015 – Nominierungen in den Kategorien Film, Regie, Drehbuch und Schauspielerin
  - Österreichischer Filmpreis 2015 – Auszeichnung in der Kategorie Bestes Drehbuch[14]